# خانه هرندی
خانه هرندی مربوط به دوره قاجار است و در یزد، خیابان امام، کوچه امامزاده جعفر، کوچه مشیر، پلاک ۱۳۰ واقع شده و این اثر در تاریخ ۲۸ اسفند ۱۳۸۵ با شمارهٔ ثبت ۱۸۷۴۸ به‌عنوان یکی از آثار ملی ایران به ثبت رسیده است.